# Raymond Thompson
Raymond Thompson est un scénariste, un compositeur et un producteur néo-zélandais né le 5 avril 1949. Le syndrome d'Asperger, une forme particulière d'autisme lui a été diagnostiqué. 
Il fonde la Cloud 9's Children Foundation qui a pour but d'aider les familles affectées par le syndrome d'Asperger. 